# Воратаси
Воратаси (енгл. Waratahs) су један од пет аустралијских професионалних рагби јунион тимова који се такмичи у Супер рагби лиги. Воратаси представљају регију Нови Јужни Велс са седиштем у Сиднеју. Дрес Воратаса је светлоплаве боје. Највећи успех су остварили 2014. године када су у финалу савладали Крусејдерсе са 33-32. Међу познатим рагбистима који су играли за Воратасе убрајају се Метју Берк, Дејвид Кампеси, Фил Ва, Лоти Тукири...
- Супер Рагби

- Освајач (1) : 2014.

 Састав у сезони 2016
Мајкл Алалатоа
Секопе Кепу
Бен Робинсон
Педи Рајан
Џереми Тилси
Толу Лату
Татафу Полота-Нау
Џед Холовеј
Сем Лоуси
Дин Мам
Вил Скелтон
Мичел Чепмен
Дејв Денис
Тала Греј
Стивен Хојлс
Мајлл Хупер
Вајклиф Палу
Жак Потгитер
Ник Фипс
Бернард Фоли
Бен Волавола
Адам Ешли-Купер
Роб Хорн
Џоно Ленс
Питер Бетам
Метју Караро
Такеле Најараворо
Кертли Бил
Изрејел Фолау